# BTI CFe 4/4 5–6
| BTI CFe 2/4             | BTI CFe 2/4                  | BTI CFe 2/4        |
| ----------------------- | ---------------------------- | ------------------ |
| Bauartbezeichnung:      | BTI CFe 2/4 BTI / FW BDe 4/4 | CJ BDe 4/4         |
|                         |                              |                    |
| Nummerierung:           | BTI: 5–6 FW: 207             | CJ: 621            |
| Hersteller:             | SWS, MFO                     | SWS, MFO, SAAS, CJ |
| Baujahr:                | 1947                         | 1947               |
| Umbau:                  | 6: 1990–1992                 | 1991               |
| Ausrangiert:            | 2019                         | 2017               |
| Achsformel:             | B0'B0'                       | B0'B0'             |
| Länge über Puffer:      | 16 540 mm                    | 16 770 mm          |
| Gesamtradstand:         | 12 900 mm                    | 13 440 mm          |
| Dienstmasse:            | 26 t                         | 35 t               |
| Höchstgeschwindigkeit:  | 60 / 65 km/h                 | 60 km/h            |
| Stundenleistung:        | 282 kW                       | 528 kW             |
| Anfahrzugkraft:         | 78 kN                        | 118 kN             |
| Stundenzugkraft:        | 31 kN bei 39,5 km/h          | 68 kN bei 28 km/h  |
| Triebraddurchmesser:    | 750 mm                       | 920 mm             |
| Stromsystem:            | 1200 V =                     | 1500 V =           |
| Anzahl Fahrmotoren:     | 4                            | 4                  |
| Übersetzungsverhältnis: | 1 : 6,75                     | 1 : 6,077          |
| Sitzplätze:             | 40 + 6 (2. Klasse)           | 16 (2. Klasse)     |
| Ladefläche:             | 7 m²                         | 5 m²               |

Die CFe 4/4 5–6 waren meterspurige vierachsige Elektrotriebwagen mit einem Drittklass- und einem Gepäckabteil, die im Jahr 1947 an die Biel-Täuffelen-Ins-Bahn (BTI) abgeliefert wurden.
Mit der Abschaffung des Dreiklassensystems wurden die Triebwagen zu BDe 4/4 umbezeichnet. Von 1977 bis 1987 verkehrte die Nummer 5 bei der Frauenfeld-Wil-Bahn (FW) als BDe 4/4 207. 1991 verkaufte die BTI dieses Fahrzeug an die Chemins de fer du Jura (CJ), wo es zum BDe 4/4 621 umgebaut wurde.

## Biel-Täuffelen-Ins-Bahn BDe 4/4 5–6
Zur Bewältigung des nach dem Zweiten Weltkrieg stark gestiegenen Verkehrs beschaffte die Biel-Täuffelen-Ins-Bahn (BTI) 1947 die CFe 4/4 5 und 6. Der elektrische Teil stammte von der Maschinenfabrik Oerlikon (MFO), der mechanische von der Schweizerischen Wagons- und Aufzügefabrik Schlieren (SWS). Die  beiden Triebwagen waren in leichter Stahlbauart gefertigt und trugen bis 1969 einen grün/crémen Anstrich. Ihre elektrische Ausrüstung mit Vielstufenkontroller, Tatzlagerantrieb und Vakuumbremse war bewusst einfach gehalten.
1963/64 wurde die Höchstgeschwindigkeit von 60 auf 65 km/h erhöht. 1969 erhielten die beiden Triebwagen eine Lackierung in rot/créme.
Später trug die Nummer 6 einen orangen Anstrich. 1977 verkaufte die BTI den BDe 4/4 5 an die Frauenfeld-Wil-Bahn.

## Biel-Täuffelen-Ins-Bahn BRe 4/4 516

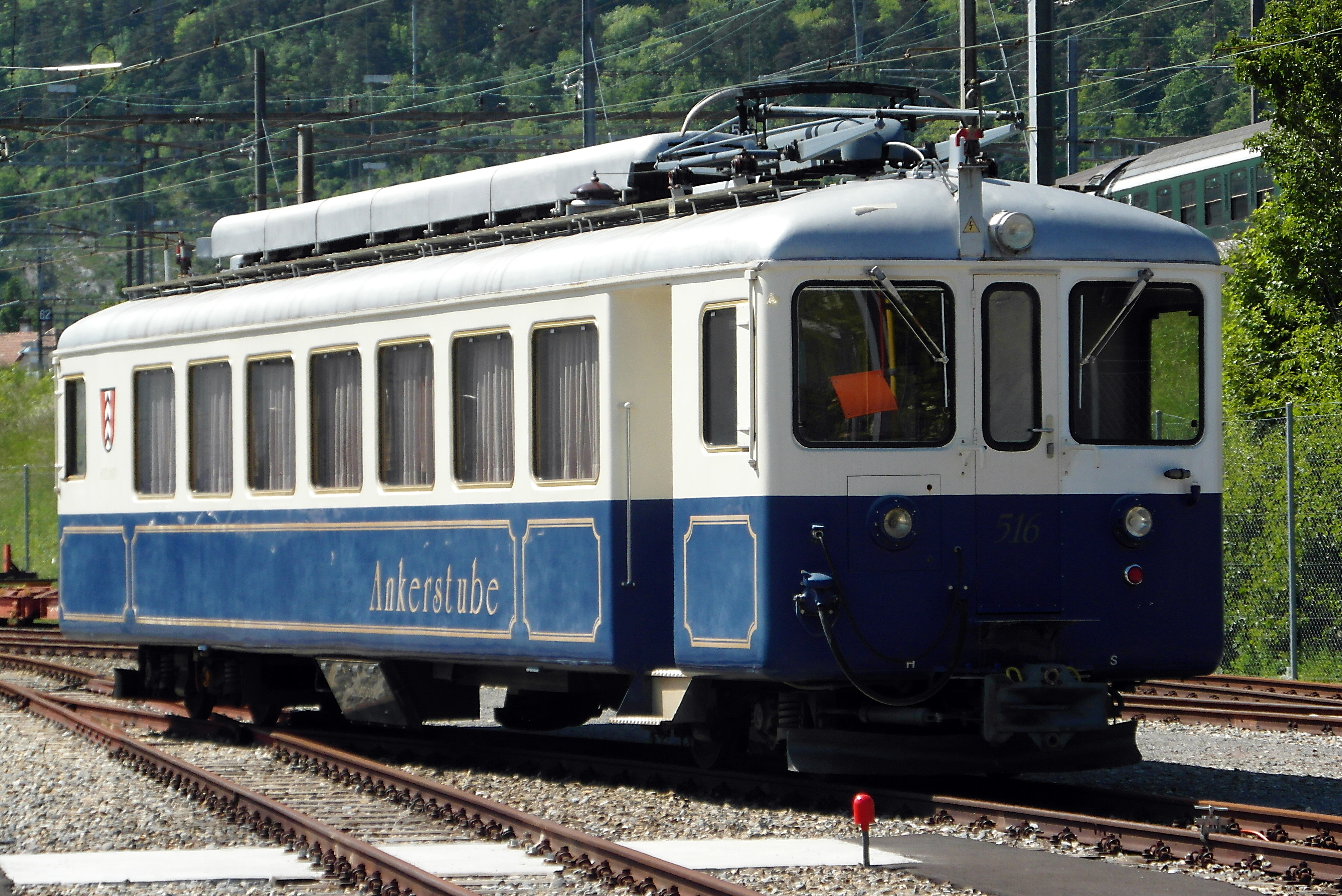
BRe 4/4 516 „Ankerstube“

1990 bis 1992 baute die BTI den Gepäcktriebwagen BDe 4/4 6 zum Buffet-Triebwagen BRe 4/4 516 „Ankerstube“ um, benannt nach dem seeländischen Maler Albert Anker.
Das Gepäckabteil und die daneben befindlichen Eingangstüren wurden entfernt.
Das Wageninnere wurde in Anlehnung einer hölzernen Stube gestaltet. Durch die Fusion kam das Fahrzeug 1999 zur Aare Seeland mobil (ASm).
Die „Ankerstube“ verkehrte bis 2016 für besondere Anlässe und Gruppenfahrten. Wegen des dichten Fahrplans konnte die ASm den Triebwagen nicht mehr einsetzen und schrieb ihn zum Verkauf aus. Er wurde von drei Privatpersonen übernommen und ist seit 2019 in Ins, dem Wohnort Albert Ankers, auf einem kurzen Gleisstück aufgestellt. Das Buffet ist nach wie vor betriebstüchtig.

## Frauenfeld-Wil-Bahn BDe 4/4 207

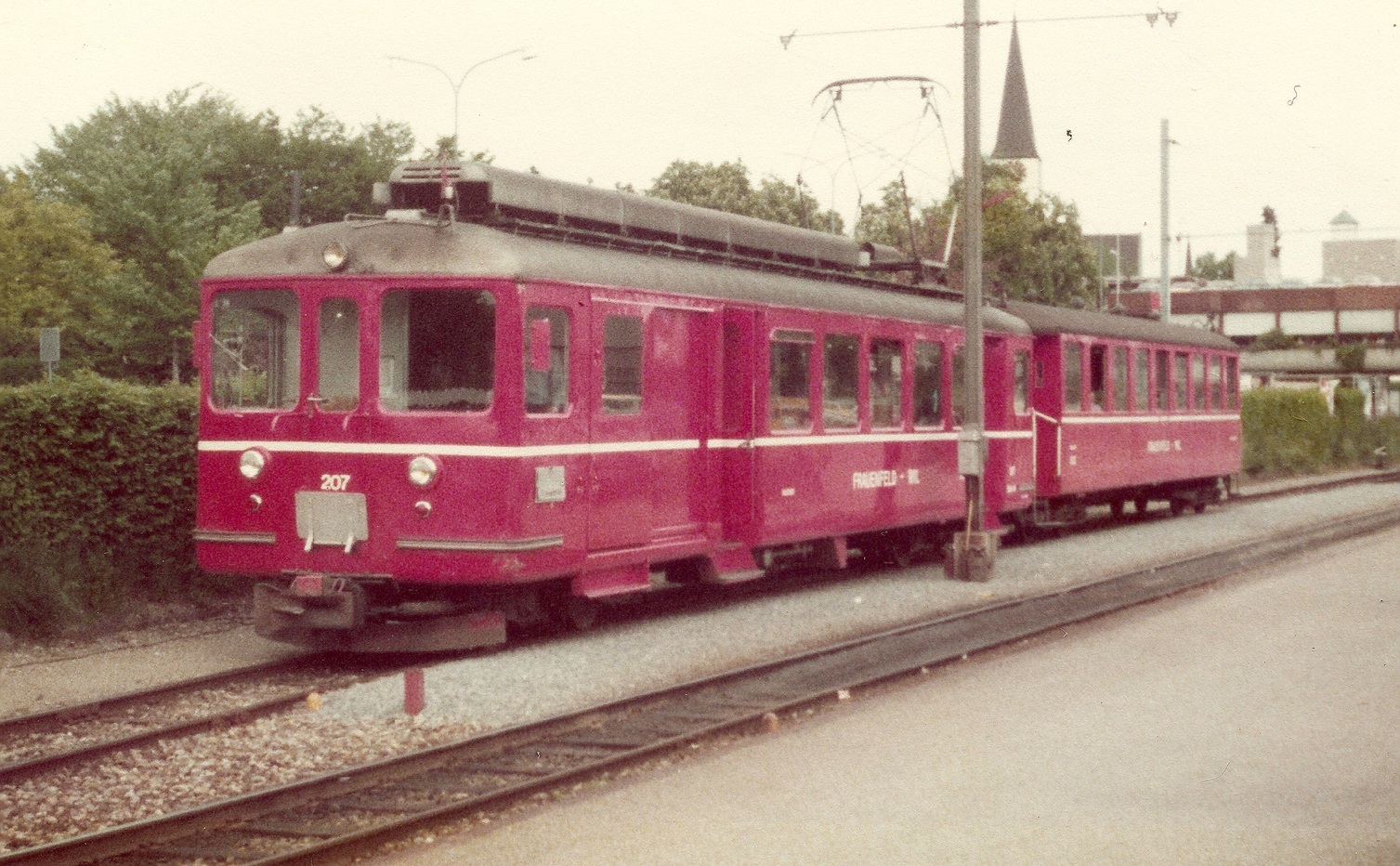
BDe 4/4 207 im Jahr 1983 mit einem kurzen Personenzug im Bahnhof Wil

Bei der Frauenfeld-Wil-Bahn (FW) erhielt der BDe 4/4 die Betriebsnummer 207 und einen roten Anstrich mit weissem Zierstreifen. Zusammen mit den Be 4/4 204–206 bewältigte er einen grossen Teil des Personenverkehrs zwischen Wil und Frauenfeld.
Als 1985 die FW die neuen Be 4/4 11–15 in Betrieb nehmen konnte, wurde der BDe 4/4 207 nicht mehr benötigt und er gelangte zwei Jahre später zurück zur BTI als Ersatzteilspender.

## Chemins de fer du Jura BDe 4/4 621

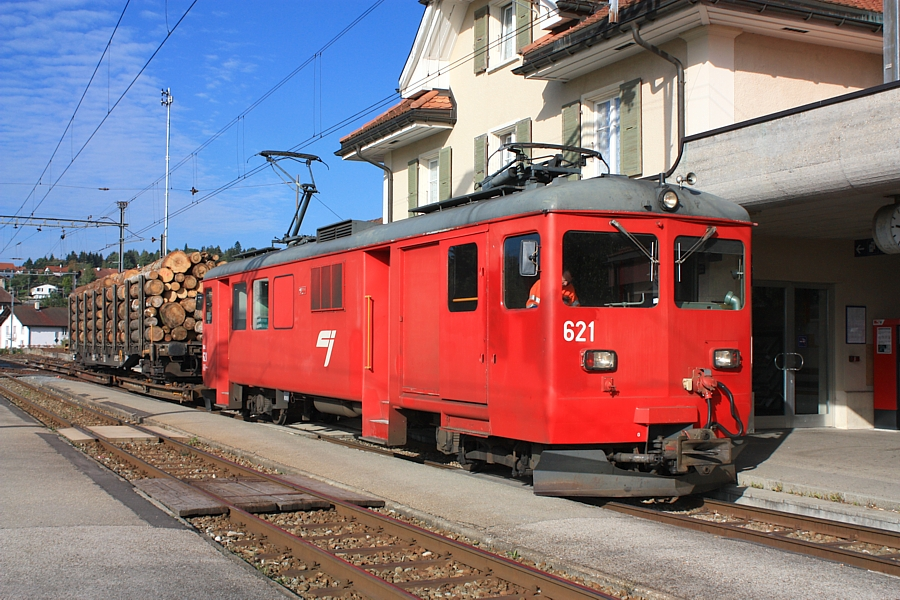
BDe 4/4 621 der CJ mit zwei Güterwagen auf Rollschemel in Le Noirmont

Nachdem der De 4/4 403 der Chemins de fer du Jura (CJ) einen neuen verstärkten Antrieb erhalten hatte, war eine komplette elektrische Ausrüstung überzählig. Um diese wieder zu verwenden, suchte die CJ einen Fahrzeugkasten und erwarb 1991 von der BTI den BDe 4/4, der vorher bei der Frauenfeld-Wil-Bahn im Einsatz stand. Aus dessen Wagenkasten und den vorhanden elektrischen Komponenten baute die CJ-Werkstätte Tramelan den BDe 4/4 621 für den Güter- und Baudienstverkehr. Der Gepäcktriebwagen erhielt neue Stirnfronten und einen roten Anstrich. Er wurde seither wie die De 4/4 I im Güterverkehr eingesetzt.
Im Juni 2017 rangierte die Chemins de fer du Jura den BDe 4/4 621 aus.